# Examnes dimorpha
Examnes dimorpha là một loài bọ cánh cứng trong họ Cerambycidae.